# 네발가락뛰는쥐
네발가락뛰는쥐 또는 네발가락저보아(Allactaga tetradactyla)는 뛰는쥐과에 속하는 설치류의 일종이다. 네 발가락을 가지고 있다. 이집트와 리비아의 토착종이다. 해안가의 염분을 가진 소택과 건조 사막 지대에서 서식한다.